# La Torre (Botarell)
La Torre és una obra de Botarell (Baix Camp) inclosa a l'Inventari del Patrimoni Arquitectònic de Catalunya.

## Descripció
Queden restes d'una torre cilíndrica, la qual conserva visible una altura no superior a dos metres, a part de la fonamentació del subsòl. És una obra de paredat en verd, amb pedres de mida irregular lligades amb argamassa, formant aparents filades. La porta és oberta en direcció a la vila i de construcció més recent, amb rajoles formant dues pilastres; no aconsegueix l'altura suficient per saber si estava rematada en arc o en forma allindada. L'interior de la torre no ha estat netejat, per la qual cosa no pot apreciar-se cap mena de paviment. Actualment, en urbanitzar-se la zona, ha estat disposat el seu entorn immediat en forma de placeta rodona enjardinada. En trobar-se encara a la intempèrie, sofreix les erosions naturals, incrementades per la humitat del rec de les plantes i l'accés de persones.

## Història
És una torre de defensa, situada molt a prop del castell de la vila (bastit cap a finals del segle xvi o principis del XVII). Hom pot datar-la a l'època de les incursions dels pirates berberiscs des de la costa del Camp. L'any 1563, la Comuna de Pobles del Camp de Tarragona decidí, a causa dels continuats desembarcaments, fortificar el port de Salou, per la qual cosa imposà una despesa per aital motiu a cada poble, entre els quals es comptava Botarell.
Així mateix, el bandolerisme afectà la contrada, especialment entre el darrer terç del segle xvi i el primer del XVII. A finals del segle xvi, la senyoria de Botarell pertanyia a Miquel de Montagull, natural i veí de Tarragona, casat amb una cosina seva, de la família tarragonina dels Soldevila. No coneixem notícies referides concretament a aquesta torre, bastida abans que el castell.